# Koyaama
Koyaama (auch: Koyama, Kunyama Kundeeq, Kwayama, Coiama, Jasiira Koiama) ist die zweitgrößte Insel von Somalia mit einer Fläche von 6,38 km². Sie gehört politisch zu Jubaland und geographisch zu den Bajuni-Inseln, einer Kette von Koralleninseln (Barriereinseln), welche sich von Kismaayo im Norden über 100 Kilometer bis zum Raas Kaambooni nahe der kenianischen Grenze erstreckt.

## Geographie
Die Insel liegt vor der Küste, gegenüber von Jiroole und zwischen Kiyaamwa im Norden und dem langgezogenen Guumme im Süden. Die Insel bildet nach Südwesten zum Festland eine gleichnamige Bucht. Sie liegt ca. 1,5 km von der Küste entfernt. Sie ist ca. 5,3 km lang und bis zu 2 km breit, dabei recht unregelmäßig geformt mit einem breiten Südteil und einem schmaleren Nordteil, wo die gleichnamige Siedlung liegt. Es gibt eine zweite kleinere Siedlung Koyamani. Flächenmäßig ist sie fast genauso groß wie Juula (6,40 km²). Auf der Insel gibt es zahlreiche historische Ruinen und Monumente, wie zum Beispiel Pfeilergräber.
Die Bewohner sind größtenteils Bajuni.

## Klima
Als Klima herrscht heißes Steppenklima mit Monsuneinfluss.